# ジョー・サイモン
ジョセフ・H・"ジョー"・サイモン（Joseph H. "Joe" Simon, 1913年10月11日 - 2011年12月14日) は、アメリカ合衆国のコミックライター、アーティスト、エディター、パブリッシャーである。

## 生い立ち
ニューヨーク州ロチェスターで生まれ育つ。母はローズ（旧姓はクルランド）、父はハリーで、貧困なユダヤ系の家庭で仕立て屋である。
1930年代から40年代にかけてのアメリカン・コミックスの黄金時代に多くのキャラクターを創造し、後のマーベル・コミックの前身であるタイムリー・コミックスの初代編集者を務めた。
パートナーでアーティストのジャック・カービーと共に、今日も活躍するスーパーヒーローの一人であるキャプテン・アメリカを生み出した。

## 21世紀
2000年代、サイモンは彼の昔のコミック誌のカバーの再発行版に塗装し、売り出すために復帰した。2007年に『キャプテン・アメリカ Vol.5』第25号（2007年3月）でキャプテン・アメリカの死が描かれた際、サイモンはニュースメディアに現れ、「彼が逝ってしまったなんて酷いことです。私たちには今こそ本当に彼が必要なんです」と述べた。
2011年12月14日、死去。98歳没。